# Petro Kraljuk
Petro Mihajlovič Kraljuk (ukr. Кралюк Петро Михайлович) (23. veljače 1958., Kiverci) — ukrajinski filozof, književnik, publicist. Doktor filozofije, zaslužni djelatnik znanosti i tehnike Ukrajine, profesor Nacionalnog sveučilišta «Ostroška akademija». 

## Životopis
Rodio se je 23. veljače 1958. u gradu Kivercima koji se nalazi u Volinskoj oblasti.
1975. godine diplomirao je na fakultetu za povijest Pedagoškog instituta Lesi Ukrajinke u Lutsku.  
Radio je kao učitelj na selu, zatim predavačem u visokoj školi. Studirao je poslijediplomski studij u Institutu društvenih znanosti Akademije znanosti SSSR u Ljvivu.
1988. u Institutu filozofije ukrajinske Akademije znanosti SSSR (današnji Institut filozofije Grigorija Skorovode Nacionalne akademije znanosti Ukrajine) obranio je disertaciju za stupanj kandidata filozofije «Antitrinitarizam i javno mišljenje Ukrajine u 2. polovici XVI. – 1. polovici XVII. stoljeća» (ukr. izvornik: Антитринітаризм і суспільна думка України другої половини ХVІ — першої половини ХVІІ ст.), a 1998. godine disertaciju za stupanj doktora «Osobitost inrakcije vjerskoj i nacionaljnoj svjesti u Ukrajinskom nacionalnom mišljenju XVI – prvoj polovici XVII. stoljeća» (na ukrajinskom izvorniku: Особливості взаємовпливу конфесійної та національної свідомості в українській суспільній думці ХVІ — першої половини ХVІІ ст).  Od 2005. godine predsjednikom je stručnog vijeća za obranu disertacija za specijalnost «religija» (povijest) K 48. 125. 01 u Nacionalnom sveučilištu «Ostroška akademija». Trenutno radi kao prvi prorektor ovog sveučilišta.
Član Nacionalnog saveza književnika Ukrajine.

## Nagrade
- laureat međunarodnog kniževnog natjecanja «Granoslov», 1992.
- laureat Sveukrajinskog natjecanja «Ukrajina. Duhovne otoke», 2008.
- laureat nagrade Svitočiv, 2008.
- laureat nagrade Mikole Gogolja «Triumf», 2009.

## Radovi
Petro Kraljuk autor je brojnih znanstvenih radova iz povijesti, filozofije, religije, političkih znanosti, književnosti, uključujući monografije-istraživanja i umjetničkih djela.
Ponudio je pregled tradicionalnoj sheme povijesti filozofije Ukrajine Dmitra Čiževskog. Petro Kraljuk smatra da izvori povijesti filozofije Ukrajine  nisu počeli u vrijeme Kijevskoj Rusi nego u starom vijeku. U svojima istraživanjima upozorava na aristokratske kulture srednjovjekovne Ukrajine. Urednik enciklopedije «Ostroška akademija XVI. – XVII. stoljeća» (Ostrog, 2010).
Kao prozni pisac poznat kao satirički autor, a također autor povijesne beletristike. Proza Petre Kraljuka odlikuje se kombinacijom tradicionalnog pisanja i postmodernog traganja.